# ゲンゼベ・ディババ
ゲンゼベ・ディババ（Genzebe Dibaba, 1991年2月8日 - ）は、エチオピアの陸上競技選手。専門種目は中距離で、2015年のIAAFダイヤモンドリーグモナコ大会では3分50秒07の元世界記録を樹立した。姉のエジェガエフ・ディババとティルネシュ・ディババも陸上競技選手である。

## 来歴
ゲンゼベは2008年の世界ジュニア選手権の5000mで2位。同年と2009年には世界クロカンにてジュニア女子で優勝。
2012年と2014年には世界室内選手権1500mで優勝し、2015年にモナコで開催されたヘラクレス1500mにおいて世界新記録をマークした。同年の世界選手権では1500mで金メダル、5000mでも銅メダルを獲得した。また、同年にはIAAF世界最優秀選手賞とローレウス世界スポーツ賞も受賞した。

## 自己ベスト
| 種類 | 種目             | タイム     | 日時          | 場所                | 備考     |
| ---- | ---------------- | ---------- | ------------- | ------------------- | -------- |
| 屋外 | 1500メートル競走 | 3分50秒07  | 2015年7月17日 | モナコ              | 世界記録 |
| 屋外 | 3000メートル競走 | 8分26秒20  | 2019年5月3日  | カタール ドーハ     |          |
| 屋外 | 5000メートル競走 | 14分15秒41 | 2015年7月4日  | フランス サン＝ドニ |          |
| 屋内 | 1500メートル競走 | 3分55秒17  | 2014年2月1日  | ドイツ              | 世界記録 |
| 屋内 | 1マイル競走      | 4分13秒31  | 2016年2月17日 | スウェーデン        | 世界記録 |
| 屋内 | 2000メートル競走 | 5分23秒75  | 2017年2月7日  | スペイン            | 世界記録 |
| 屋内 | 3000メートル競走 | 8分16秒60  | 2014年2月6日  | スウェーデン        | 世界記録 |
| 屋内 | 2マイル競走      | 9分00秒48  | 2014年2月15日 | 英国・バーミンガム  | 世界最高 |
| 屋内 | 5000メートル競走 | 14分18秒86 | 2015年2月19日 | スウェーデン        | 世界記録 |

- All information taken from IAAF profile.